# هدير (اسم)
هدير هو اسم علم مؤنث من أصل عربي، ومعناه هو رفع الصوت وترداده يطلق على هذا صوت الحمام وغليان الشراب في الوعاء، والرعد، وصوت البعير المنبعث من حنجرته.

## شخصيات تحمل الاسم
- هدير مخيمر (رامية أولمبية مصرية، 22 نوفمبر 1997 – )
- هدير ولدوم (سباح نرويجي، 2 يناير 1933 – 21 يناير 2014)

## وصلات خارجية
- موسوعة السلطان قابوس لأسماء العرب